# Stranger (EP)
Stranger (estilizado como Strang3r ou STRANG3R) é o terceiro extended play do grupo feminino sul-coreano Ladies' Code, lançado no dia 13 de outubro de 2016. O extended play possui seis faixas, incluindo o single promocional The Rain.

## Lançamento
Em 29 de setembro de 2016, foi relatado que o grupo Ladies' Code estaria se preparando para um retorno programado para meados de outubro. No dia 2 de outubro, foi revelado que o single promocional do extended play seria chamado The Rain, e descrito como uma "canção de dança emocional com uma melodia que se encaixa perfeitamente na individualidade do Ladies' Code". Uma foto teaser para o retorno do grupo foi revelada em 6 de outubro. Em 9 de outubro, o videoclipe do single The Rain foi lançado.

## Lista de faixas
| N.º            | Título                    | Letras                                             | Música                                                | Duração |  |
| 1.             | "Lorelei"                 | Shin Agnes                                         | Shin Agnes (MonoTree), Chu Daegwan (MonoTree), Nopari | 03:16   |  |
| 2.             | "The Rain"                | GDLO, Hwang Hyun (MonoTree), Shin Agnes (MonoTree) | Hwang Hyun (MonoTree), Oreo                           | 03:33   |  |
| 3.             | "Jane Doe"                | GDLO                                               | G-High, Choi Youngkyung                               | 03:15   |  |
| 4.             | "My Flower (Blossom Mix)" | Lee Joo Hyung (MonoTree)                           | NOPARI                                                | 03:10   |  |
| 5.             | "Galaxy (The 3dge Mix)"   | G-High, GDLO (MonoTree)                            | G-High                                                | 03:33   |  |
| 6.             | "Chaconne (Arieta Mix)"   | Bak Ji Young                                       | Chu Dae Gwan (MonoTree)                               | 03:46   |  |
| Duração total: | Duração total:            | Duração total:                                     | Duração total:                                        | 20:53   |  |